# Aliona Bolsova
Aliona Bolsova Zadoinov (* 6. November 1997 in Chișinău, Republik Moldau) ist eine spanisch-moldauische Tennisspielerin.

## Karriere
Bolsova Zadoinov begann mit sieben Jahren mit dem Tennisspielen, ihr bevorzugter Belag ist der Hartplatz ebenso wie der Sandplatz. Sie spielt vor allem Turniere auf der ITF Women’s World Tennis Tour, auf der sie bislang neun Titel im Einzel und 15 im Doppel gewinnen konnte. Weiters gewann Bolsova im Jahr 2021 einen Doppeltitel beim WTA Challenger in Bol und 2022 zwei weitere WTA-Challenger-Titel im Doppel.
2015 spielte Bolsova Zadoinov erstmals für die spanische Fed-Cup-Mannschaft; ihre Fed-Cup-Bilanz weist bislang vier Siege bei zwei Niederlagen aus.
Bolsova Zadoinov spielte 2016–2017 für die Oklahoma State University in der NCAA.
In der 1. Tennis-Bundesliga tritt sie 2019 für den DTV Hannover an.

## Persönliches
Bolsova Zadoinov wanderte in jungen Jahren von Moldau nach Spanien aus und lebt in Palafrugell. Ihr Vater Vadim Zadoinov und ihre Mutter Olga Bolșova nahmen beide an Olympischen Spielen teil; der Vater war 400-m-Hürdenläufer und die Mutter Hoch- und Dreispringerin. Auch ihre Großeltern Walentyna Bolschowa und Wiktor Bolschow waren für die Sowjetunion als Leichtathleten aktiv.

## Turniersiege

### Einzel
| Nr. | Datum              | Turnier                 | Kategorie   | Belag        | Finalgegnerin         | Ergebnis      |
| --- | ------------------ | ----------------------- | ----------- | ------------ | --------------------- | ------------- |
| 1.  | 15. September 2013 | Lleida                  | ITF $10.000 | Sand         | Mayar Sherif          | 0:6, 6:3, 6:2 |
| 2.  | 27. Juli 2014      | Les Contamines-Montjoie | ITF $10.000 | Hartplatz    | Tayisiya Morderger    | 3:6, 6:3, 6:0 |
| 3.  | 13. Juni 2015      | Madrid                  | ITF $10.000 | Sand (Halle) | Lucía Cervera Vázquez | 7:5, 3:6, 6:4 |
| 4.  | 11. Juli 2015      | Getxo                   | ITF $10.000 | Sand         | Corinna Dentoni       | 6:0, 6:2      |
| 5.  | 15. Juli 2018      | Getxo                   | ITF $25.000 | Sand         | Olga Sáez Larra       | 6:0, 6:1      |
| 6.  | 22. Juli 2018      | Darmstadt               | ITF $25.000 | Sand         | Katharina Gerlach     | 6:2, 6:2      |
| 7.  | 25. September 2022 | Vrnjačka Banja          | ITF W60     | Sand         | Nina Potočnik         | 7:5, 6:1      |
| 8.  | 20. November 2022  | Madrid                  | ITF W80     | Sand         | Tamara Korpatsch      | 6:4, 6:2      |
| 9.  | 23. April 2023     | Koper                   | ITF W60     | Sand         | Irina Bara            | 6:4, 6:2      |

### Doppel
| Nr. | Datum              | Turnier                   | Kategorie      | Belag     | Partnerin                          | Finalgegnerinnen                                      | Ergebnis         |
| --- | ------------------ | ------------------------- | -------------- | --------- | ---------------------------------- | ----------------------------------------------------- | ---------------- |
| 1.  | 19. Juli 2014      | Knokke                    | ITF $10.000    | Sand      | Cecilia Costa Melgar               | Justine De Sutter Sofie Oyen                          | 4:6, 6:3, [10:4] |
| 2.  | 26. Juli 2014      | Les Contamines-Montjoie   | ITF $10.000    | Hartplatz | Carla Touly                        | Sara Castellano Chiara Quattrone                      | 6:1, 6:1         |
| 3.  | 27. September 2014 | Madrid                    | ITF $10.000    | Hartplatz | Olga Sáez Larra                    | Marta Huqi González Encinas Estela Pérez Somarriba    | 6:1, 6:4         |
| 4.  | 31. Oktober 2014   | Benicarlo                 | ITF $10.000    | Sand      | Andrea Gámiz                       | Inés Ferrer Suárez Alexandra Nancarrow                | 6:4, 6:1         |
| 5.  | 15. November 2014  | Castellón                 | ITF $10.000    | Sand      | Andrea Gámiz                       | Federica Arcidiacono Martina Spigarelli               | 6:1, 6:2         |
| 6.  | 8. Mai 2015        | Pula                      | ITF $10.000    | Sand      | Priscilla Hon                      | Cristina Bucsa Eva Guerrero Álvarez                   | 6:0, 6:3         |
| 7.  | 4. September 2015  | Barcelona                 | ITF $15.000    | Sand      | Gaia Sanesi                        | Estrella Cabeza Candela Oleksandra Koraschwili        | 6:3, 6:4         |
| 8.  | 13. Oktober 2018   | Riba-roja de Túria        | ITF $25.000    | Sand      | Despina Papamichail                | Marina Bassols Ángela Fita Boluda                     | 6:2, 6:2         |
| 9.  | 12. Juni 2021      | Bol                       | WTA Challenger | Sand      | Katarzyna Kawa                     | Ekaterine Gorgodse Tereza Mihalíková                  | 6:1, 4:6, [10:6] |
| 10. | 24. September 2021 | Valencia                  | ITF W80        | Sand      | Andrea Gámiz                       | Ekaterine Gorgodse Laura Pigossi                      | 6:3, 6:4         |
| 11. | 12. Juni 2022      | Valencia                  | WTA Challenger | Sand      | Rebeka Masarova                    | Alexandra Panowa Arantxa Rus                          | 6:0, 6:3         |
| 12. | 9. Juli 2022       | Amstelveen                | ITF W60        | Sand      | Guiomar Maristany Zuleta de Reales | Michaela Bayerlová Aneta Laboutková                   | 6:2, 6:2         |
| 13. | 17. September 2022 | Bukarest                  | WTA Challenger | Sand      | Andrea Gámiz                       | Réka Luca Jani Panna Udvardy                          | 7:5, 6:3         |
| 14. | 1. Oktober 2022    | San Sebastián             | ITF W60        | Sand      | Katarina Sawazka                   | Angela Fita Boluda Guiomar Maristany Zuleta de Reales | 1:2r             |
| 15. | 29. Oktober 2022   | Les Franqueses del Vallès | ITF W100       | Hartplatz | Rebeka Masarova                    | Misaki Doi Beatrice Gumulya                           | 7:5, 1:6, 10:3   |
| 16. | 19. November 2022  | Madrid                    | ITF W80        | Sand      | Rebeka Masarova                    | Lea Bošković Daniela Vismane                          | 6:3, 6:3         |
| 17. | 2. April 2023      | San Luis Potosí           | WTA Challenger | Sand      | Andrea Gámiz                       | Oksana Kalaschnikowa Katarzyna Piter                  | 7:65, 6:4        |
| 18. | 18. Juni 2023      | Valencia                  | WTA Challenger | Sand      | Andrea Gámiz                       | Angelina Gabujewa Irina Chromatschowa                 | 6:4, 4:6, [10:7] |
| 19. | 21. September 2024 | Santa Margherita di Pula  | ITF W35        | Sand      | Eva Vedder                         | Katharina Hobgarski Julie Štruplová                   | 6:3, 6:3         |
| 20. | 22. März 2025      | Sabadell                  | ITF W35        | Sand      | Ylena In-Albon                     | Živa Falkner Pia Lovrič                               | 6:4, 6:0         |

## Abschneiden bei Grand-Slam-Turnieren

### Einzel
| Turnier         | 2018 | 2019 | 2020 | 2021 | 2022 | 2023 | 2024 | 2025 | Karriere |
| --------------- | ---- | ---- | ---- | ---- | ---- | ---- | ---- | ---- | -------- |
| Australian Open | —    | Q2   | Q2   | 1    | Q3   | Q2   | Q1   | Q1   | 1        |
| French Open     | —    | AF   | 1    | Q1   | Q1   | 2    | —    |      | AF       |
| Wimbledon       | —    | Q1   |      | 1    | Q1   | Q1   | —    |      | 1        |
| US Open         | Q3   | 2    | 2    | Q1   | Q1   | Q2   | Q1   |      | 2        |

Zeichenerklärung: S = Turniersieg; F, HF, VF, AF = Einzug ins Finale / Halbfinale / Viertelfinale / Achtelfinale; 1, 2, 3 = Ausscheiden in der 1. / 2. / 3. Hauptrunde; Q1, Q2, Q3 = Ausscheiden in der 1. / 2. / 3. Qualifikationsrunde; nicht ausgetragen

### Doppel
| Turnier         | 2020 | 2021 | 2022 | 2023 | Karriere |
| --------------- | ---- | ---- | ---- | ---- | -------- |
| Australian Open | —    | AF   | AF   | 1    | AF       |
| French Open     | 1    | 1    | —    | 1    | 1        |
| Wimbledon       |      | —    | 2    | —    | 2        |
| US Open         | —    | —    | 2    | 2    | 2        |